# Benson & Hedges Classic 1973
Il Benson & Hedges Classic 1973 è stato un torneo di tennis. È stata la 1ª edizione del torneo, che fa parte del Commercial Union Assurance Grand Prix 1973. Si è giocato a Christchurch in Nuova Zelanda, dal 12 al 18 novembre 1973.

## Campioni

### Singolare
Fred Stolle ha battuto in finale  Brian Gottfried con il punteggio di 7–6 6–4 6–1

### Doppio
Anand Amritraj /  Fred McNair hanno battuto in finale  Jürgen Fassbender /  Jeff Simpson per Walkover